# SuperLiga Norteamericana 2010
La Superliga Norteamericana 2010 fue la cuarta y última edición de la SuperLiga Norteamericana, torneo de fútbol que se disputaba entre equipos de Estados Unidos y México.

## Equipos participantes
Los equipos estadounidenses que participaron en el SuperLiga 2010 fueron los cuatro que acumularon la mayor puntuación de la clasificación final de la Temporada 2009, excluyendo a aquellas oncenas que participarían en la Liga de Campeones de la Concacaf.
Los equipos mexicanos participantes calificaron por invitación de acuerdo con la tabla de puntuación general del 2009 (Clausura 2009 y Apertura 2009), excluyendo a aquellas oncenas que participarían en la Liga de Campeones de la Concacaf. El Club América era elegible para ir a la SuperLiga, pero declinó la invitación.
| Major League Soccer                          | Primera División de México             |
| -------------------------------------------- | -------------------------------------- |
| Houston Dynamo (3.º general en 2009)         | Pachuca (2.º general en 2009)          |
| Chicago Fire (5.º general en 2009)           | Monarcas Morelia (4.º general en 2009) |
| Chivas USA (6.º general en 2009)             | Puebla (6.º general en 2009)           |
| New England Revolution (7.º general en 2009) | Pumas (9.º general en 2009)            |

## Estadios
|                                                                                    |                                                                                             |                                                                          |
|                                                                                    |                                                                                             |                                                                          |
| Toyota Park Ciudad: Bridgeview Capacidad: 20.000 Club: Chicago Fire                | The Home Depot Center Ciudad: Carson Capacidad: 27,000 Club: Los Ángeles Galaxy, Chivas USA | Robertson Stadium Ciudad: Houston Capacidad: 32.000 Club: Houston Dynamo |
|                                                                                    |                                                                                             |                                                                          |
| Gillette Stadium Ciudad: Foxborough Capacidad: 69.000 Club: New England Revolution |                                                                                             |                                                                          |

## Fase de grupos

### Grupo A
| Equipo         | PJ | PG | PE | PP | GF | GC | Dif. | Pts. |
| -------------- | -- | -- | -- | -- | -- | -- | ---- | ---- |
| Houston Dynamo | 3  | 2  | 1  | 0  | 4  | 2  | +2   | 7    |
| Puebla         | 3  | 2  | 0  | 1  | 5  | 3  | +2   | 6    |
| Chivas USA     | 3  | 1  | 1  | 1  | 3  | 3  | 0    | 4    |
| Pachuca        | 3  | 0  | 0  | 3  | 2  | 6  | -4   | 0    |

| 15 de julio de 2010 | Houston Dynamo  | 2:1 (1:0) | Pachuca   | Robertson Stadium, Houston |                         |
|                     | Ngwenya 19' 85' | Reporte   | Manso 51' | Árbitro(s): Jerry Solís    | Árbitro(s): Jerry Solís |

| 15 de julio de 2010 | Chivas USA | 1:2 (0:1) | Puebla                    | The Home Depot Center, Carson  |                                |
|                     | Umaña 85'  | Reporte   | Olivera 5' · González 61' | Árbitro(s): José Gaspar Molina | Árbitro(s): José Gaspar Molina |

| 18 de julio de 2010 | Houston Dynamo | 1:1 (1:0) | Chivas USA  | Robertson Stadium, Houston |  |
|                     | Palmer 6'      |           | Padilla 71' |                            |  |

| 18 de julio de 2010 | Pachuca     | 1:3 (0:1) | Puebla                      | The Home Depot Center, Carson |  |
|                     | Arizala 80' |           | Pereyra 34' · Ortíz 67' 75' |                               |  |

| 21 de julio de 2010 | Houston Dynamo | 1:0 (0:0) | Puebla | Robertson Stadium, Houston |                         |
|                     | Oduro 63'      |           |        | Árbitro(s): Óscar Reyna    | Árbitro(s): Óscar Reyna |

| 21 de julio de 2010 | Chivas USA   | 1:0 (1:0) | Pachuca | The Home Depot Center, Carson |                          |
|                     | Maldonado 7' |           |         | Árbitro(s): Marlon Mejia      | Árbitro(s): Marlon Mejia |

### Grupo B
| Equipo                 | PJ | PG | PE | PP | GF | GC | Dif. | Pts. |
| ---------------------- | -- | -- | -- | -- | -- | -- | ---- | ---- |
| New England Revolution | 3  | 3  | 0  | 0  | 3  | 0  | +3   | 9    |
| Morelia                | 3  | 1  | 1  | 1  | 7  | 4  | +3   | 4    |
| Chicago Fire           | 3  | 1  | 0  | 2  | 2  | 6  | -4   | 3    |
| Pumas UNAM             | 3  | 0  | 1  | 2  | 2  | 4  | -2   | 1    |

| 14 de julio de 2010 | New England Revolution | 1:0 (1:0) | Pumas UNAM | Gillette Stadium, Foxborough |                             |
|                     | Schilawski 17'         | Reporte   |            | Árbitro(s): Silviu Petrescu  | Árbitro(s): Silviu Petrescu |

| 14 de julio de 2010 | Chicago Fire | 1:5 (0:3) | Morelia                                                            | Toyota Park, Bridgeview |                         |
|                     | Kinney 48'   | Reporte   | Hernández 3' · Rey 34' · Sabah 39' · Márquez Lugo 49' · Lozano 69' | Árbitro(s): José Rivera | Árbitro(s): José Rivera |

| 17 de julio de 2010 | Chicago Fire | 0:1 (0:0) | New England Revolution | Toyota Park, Bridgeview |                         |
|                     |              |           | Perović 76'            | Árbitro(s): Kevin Stott | Árbitro(s): Kevin Stott |

| 17 de julio de 2010 | Morelia               | 2:2 (1:0) | Pumas UNAM                       | Gillette Stadium, Foxborough |                              |
|                     | Rey 2' · Droguett 53' |           | Leandro Augusto 68' · Cortés 86' | Árbitro(s): Ricardo Arellano | Árbitro(s): Ricardo Arellano |

| 20 de julio de 2010 | Chicago Fire | 1:0 (1:0) | Pumas UNAM | Gillette Stadium, Foxborough |                         |
|                     | Conde 34'    |           |            | Árbitro(s): Jose Pineda      | Árbitro(s): Jose Pineda |

| 20 de julio de 2010 | New England Revolution | 1:0 (0:0) | Morelia | Gillette Stadium, Foxborough |                         |
|                     | Perović 61'            |           |         | Árbitro(s): Elmer Rodas      | Árbitro(s): Elmer Rodas |

## Fase final
|  | Semifinales                 | Semifinales            |   |  | Final           | Final |  |
|  |                             |                        |   |  |                 |       |  |
|  | 5 de agosto                 |                        |   |  |                 |       |  |
|  | Houston Dynamo              | 0                      |   |  |                 |       |  |
|  | Morelia                     | 1                      |   |  |                 |       |  |
|  |                             |                        |   |  |                 |       |  |
|  |                             |                        |   |  | 1 de septiembre |       |  |
|  |                             |                        |   |  | Morelia         | 2     |  |
|  |                             | New England Revolution | 1 |  |                 |       |  |
|  |                             |                        |   |  |                 |       |  |
|  |                             |                        |   |  |                 |       |  |
|  |                             |                        |   |  |                 |       |  |
|  | 4 de agosto                 |                        |   |  |                 |       |  |
|  | New England Revolution (p.) | 1 (5)                  |   |  |                 |       |  |
|  | Puebla                      | 1 (3)                  |   |  |                 |       |  |

| Campeón SuperLiga 2010 |
| ---------------------- |
| Bandera de México      |
| Morelia                |
| 1° Título              |

## Goleadores
| Jugador             | Equipo                 | Goles |
| ------------------- | ---------------------- | ----- |
| Miguel Sabah        | Morelia                | 4     |
| Nicolás Olivera     | Puebla                 | 2     |
| Luis Gabriel Rey    | Morelia                | 2     |
| Joseph Ngwenya      | Houston Dynamo         | 2     |
| Mario Ortíz         | Puebla                 | 2     |
| Hugo Droguett       | Morelia                | 1     |
| Leandro Augusto     | Pumas UNAM             | 1     |
| Giancarlo Maldonado | Chivas USA             | 1     |
| Abdoulie Mansally   | New England Revolution | 1     |
| Zack Schilawski     | New England Revolution | 1     |
| Elías Hernández     | Morelia                | 1     |